# Ostrivok, Sokal
Ostrivok (în ucraineană Острівок) este un sat în comuna Domașiv din raionul Sokal, regiunea Liov, Ucraina.

## Demografie
Componența lingvistică a localității Ostrivok
     Ucraineană (100%)
Conform recensământului din 2001, toată populația localității Ostrivok era vorbitoare de ucraineană (100%).